# Emil Mauritz Hünnebeck
Emil Mauritz Hünnebeck (* 30. Juli 1891 in Bochum; † 13. Januar 1968 in Innsbruck) war ein deutscher Bauingenieur und Stahlbau-Unternehmer, der die Hünnebeck GmbH gründete.

## Leben
Hünnebeck wollte ursprünglich Architekt werden und studierte von 1910 bis 1916 Architektur und Bauingenieurwesen an der Technischen Hochschule Aachen.
Nach seinem Studium gründete Hünnebeck ein Ingenieurbüro. Während des Ersten Weltkriegs entwickelte Hünnebeck viele grundlegende bauliche Neuerungen und gilt besonders als Pionier im Stahl- und Stahlleichtbau.
Später entwickelte er Rautennetze für Eisenbeton, für deren Produktion er 1929 in Essen die Rautennetz GmbH gründete. Die Produktpalette wurde schrittweise durch Baugerüste und Schalungssysteme ergänzt; diese Entwicklung mündete schließlich in das Unternehmen Hünnebeck GmbH in Ratingen-Lintorf.
Heute zählt das Unternehmen nach eigenen Angaben zu den Marktführernd der Schalungs-, Gerüstbau- und Sicherheitstechnik.

## Auszeichnungen
- Ehrendoktorwürde der Technischen Hochschule Aachen